# Теряев, Валентин Александрович
Валентин Александрович Теряев (1891—1966) — советский геолог и палеонтолог, исследователь крупных млекопитающих — эласмотерии, мамонты, а также птерозавров. Доцент МГРИ (1935).

## Биография
Родился 5 (17) марта 1891 года в деревне Клетки, Старицкий уезд, Тверская губерния, в семье земских врачей.

### Образование
Учился в гимназии города Тверь. Знал французский, английский и немецкий языки.
В 1910—1914 годах учился на отделении естественных наук Физико-математического факультета Императорского Московского университета. Одновременно посещал лекции по палеонтологии М. В. Павловой в Московском городском народном университете имени А. Л. Шанявского.
30 мая (12 июня) 1914 года получил диплом первой степени, остался в аспирантуре (1915—1917) на кафедре геологии у А. П. Павлова. В 1915 году предложил термин «антиклиза» (см. антеклиза).

### Cлужба в армии
В 1917—1918 годах — работал геологом по водоснабжению в Управлении гидро-технических работ армий Западного фронта, Минск, РККА.

### Научная работа
В 1919—1930 годах — преподаватель палеонтологии в Геологическом институте Московского университета. С 1928 года работал в Геологическом музее МГУ, где занимался крупными ископаемыми млекопитающими, главным образом — Эласмотерии.
В 1930—1938 годах (после реорганизации МГУ) — преподаватель, доцент (с 28 декабря 1935 г.) по кафедре палеонтологии Московского геологоразведочный института.
В 1932 году в статье «К вопросу о постоянном росте коренных зубов у копытных», опроверг теорию В. О. Ковалевского о постоянстве роста коронок коренных зубов некоторых копытных.
В 1938 году в ЛГУ ему была присвоена степень кандидата геолого-минералогических наук, по совокупности научных работ (19 марта 1938 г.).
В 1938—1940 годах работал во Всесоюзном геологическом фонде.
В 1940 году предложил тему докторской диссертации: «Возрастная изменчивость озубления копытных и методы определения индивидуального возраста ископаемых животных, как средство уточнения таксономического их определения».
В 1940—1946 годах работал в экспедициях Московского геологического управления центральных районов, в Пензенской области, на Приполярном Урале на реке Печора. Изучал полезные ископаемые: строительные материалы, горный хрусталь, асбест, слюды и сульфиды меди.
В 1946—1949 годах работал старшим научным сотрудником в секторе геологии Базы АН СССР в Коми АССР и на Архангельском научном стационаре (1948—1949), где занимался геоморфологией и четвертичными отложениями хребта Сабля на Полярном Урале. Относил Саблю к диапировым вулканитам и считал, что Урал сформировался в течение двух тектонических этапов в результате подвижек по серии глубоких высокоамплитудных ступенчатых вертикальных разломов.
С 1949 года работал во Всесоюзном геологоразведочном нефтяном институте (ВНИГНИ) в Москве.
В 1956 году некоторое время был старшим геологом Тургайской экспедиции Всесоюзного гидрологического треста Министерства геологии и охраны недр.

### Последние годы жизни
В 1956 году вышел на пенсию и занялся исследованием летающих ящеров — птерозавров, зубами и бивнями сибирского мамонта.
Скончался 16 февраля 1966 года после тяжёлой и продолжительной болезни в Москве.

## Семья
- Отец — Александр Иванович Теряев (1853 Московская губерния — 1920), земский врач, дворянин[6].
- Мать — Ольга Николаевна Моисеенко (1859 Санкт-Петербург — 1921), земский врач.
- Сестёр и братьев — нет.
- Жена — Людмила Николаевна Монина (род. 1900).

## Членство в организациях
- 1945 — Московское общество испытателей природы.